# Адажио
Ада́жио (итал. Adagio, «ада́джо» — медленно, спокойно) — медленный музыкальный темп, вторая степень главных музыкальных движений, более быстрый, чем ларго (самый медленный темп), но медленнее анданте.
У Генделя и в музыке его времени адажио считалось безусловно медленнее, чем ларго.
В крупных произведениях инструментальной музыки (симфониях, сонатах, квартетах) обычно встречается вторая или третья часть с таким обозначением темпа; адажио служит необходимым контрастом по сравнению с быстрым и бурным движением в предыдущей и последующих частях.
Размер тактов должен быть большой (9/8—12/8), имея в виду, с одной стороны, широкую, певучую мелодию, с другой же — чтобы дать место вариациям этой мелодии. Верная и прочувствованная передача адажио составляет пробный камень в искусстве исполнения каждого музыканта и певца. Вместе с тем адажио является несомненным показателем степени истинной талантливости, признаком настоящего таланта композитора, потому что как в адажио, так и в ларго, полных внутренней музыкальной содержательности и богатства мысли, и обнаруживается главным образом талант и мастерство композитора.
Этим же термином называют мелодию или медленную часть сонаты, симфонии или другого музыкального произведения, не имеющего собственного наименования, и исполняемого в этом темпе (чаще всего — срединная часть).
В балете адажио — медленная часть танца в сопровождении музыки спокойного темпа (не обязательно адажио в музыкальном смысле), а также самостоятельный, либо являющий собой центральную часть сложной музыкально-хореографической формы (па-де-де, па-де-труа, па д’аксьон, гран па и т. п.), танцевальный номер в исполнении одного, двух, либо большего числа солистов. В уроке классического танца — упражнение у палки либо на середине зала, состоящее из комбинации различных поз, наклонов корпуса, поворотов, вращений и т. д. в спокойном темпе, задача которого — вырабатывание устойчивости, выразительности, музыкальности, чувства позы, гармонии и плавности перехода от движения к движению.